# Dawidowicze

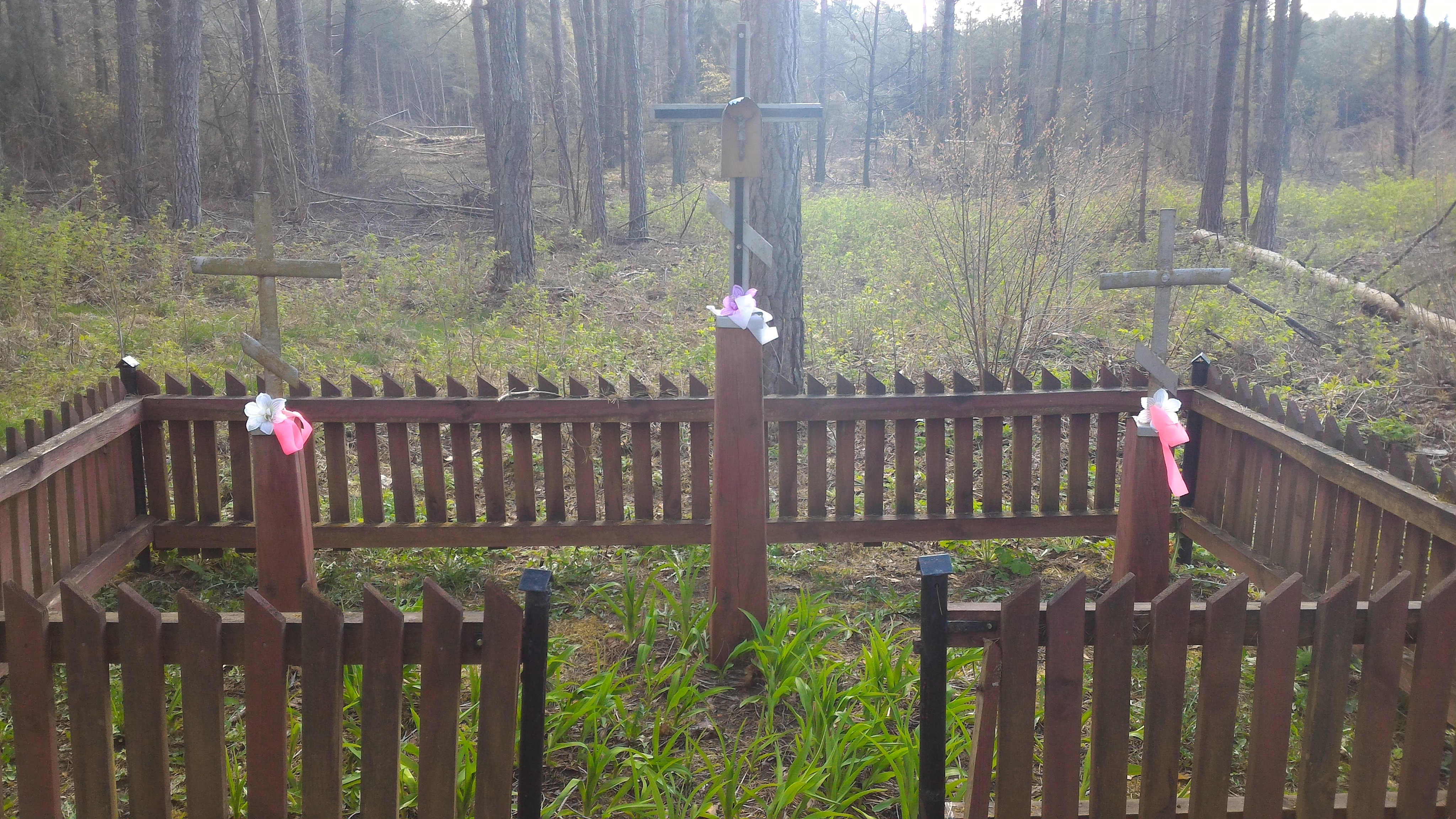
Prawosławne krzyże epidemiczne w lesie nieopodal wsi

Dawidowicze (białorus. Давідо́вічы, w miejsc. gwarze Davídovci, Strylciế) – wieś w Polsce położona w województwie podlaskim, w powiecie białostockim, w gminie Zabłudów.
W latach 1975–1998 miejscowość administracyjnie należała do województwa białostockiego

## Historia
Według Powszechnego Spisu Ludności przeprowadzonego w 1921 roku wieś liczyła 20 domostw, które zamieszkiwało 112 osób. Wszyscy mieszkańcy Dawidowicz zadeklarowali wówczas białoruską przynależność narodową oraz wyznanie prawosławne.
Przez okolice Dawidowicz przebiegał front II wojny światowej. Do dziś w pobliskim lesie zachowały się ślady po okopach.
Dnia 19 lipca 2015 r. przez wieś Dawidowicze i jej najbliższe okolice przeszła potężna nawałnica wyrządzająca ogromne spustoszenia. Wiatr, który osiągał prędkość ponad 100 km/h, powalił wiele drzew oraz poważnie uszkodził i pokaźną liczbę budynków mieszkalnych i gospodarczych, zaś intensywne opady spowodowały lokalne podtopienia.
Dnia 8 sierpnia 2015 r. odsłonięto we wsi pomnik upamiętniający tragedię bieżeństwa z 1915 r., kiedy to wszyscy mieszkańcy wsi zostali zmuszeni do ewakuacji w głąb Imperium Rosyjskiego. Powrócili oni dopiero w okresie międzywojnia. Z tułaczki po Rosji wróciło zaledwie 60% mieszkańców Dawidowicz.

## Zabytki
- cmentarz wojenny z czasów I wojny światowej - nekropolia żołnierzy armii niemieckiej zlokalizowana w lesie na południowy wschód od zbudowań wsi. Współcześnie nie zachowały się na niej żadne nagrobki, a jedynie rów odwadniający i wał ziemny stanowiący ogrodzenie cmentarza. Cmentarz jest przykładem typowego projektu sepulkralnego armii niemieckiej z czasów I wojny światowej[11].

## Język
W Dawidowiczach występuje ukraińska gwara podlaska (dialekt zachodniopoleski języka ukraińskiego). Pod względem etnograficznym wieś Dawidowicze (obok Soc czy Trześcianki) to jedna z najdalej wysuniętych na północ, a tym samym jedna z niewielu położonych na północ od rzeki Narew, miejscowości na mapie ziem ukraińskiego kręgu językowo-kulturowego. Sąsiednie Ostrówki przynależą już do białoruskiego kręgu językowego, gdyż gwara tej wsi nosi cechy typowo białoruskie. Przebiegająca nieopodal Dawidowicz granica językowa pomiędzy gwarami białoruskimi i ukraińskimi ukształtowała się jeszcze w XII w., kiedy to wschodnie Podlasie od północy zasiedlała ludność ruska wywodząca się znad Niemna, zaś od południa ludność ruska z terenów Wołynia. Z racji położenia geograficznego mieszkańcy Dawidowicz nigdy jednak nie wykształcili ukraińskiej świadomości narodowej i określają się jako Białorusini. Współcześnie ukraińska gwara mieszkańców Dawidowicz jest używana jedynie przez starsze pokolenie mieszkańców wsi i nie jest przekazywana młodszym pokoleniom, w związku z czym przewiduje się jej całkowite wymarcie w najbliższej przyszłości.

## Związani z Dawidowiczami
- Irena Matus - profesor nadzwyczajna Uniwersytetu w Białymstoku, doktor nauk humanistycznych i doktor habilitowana, autor monografii wsi pod tytułem Wieś Strzelce-Dawidowicze w tradycji historycznej[12].

## Inne
Prawosławni mieszkańcy wsi przynależą do parafii pw. Opieki Matki Bożej w pobliskich Puchłach, a wierni kościoła rzymskokatolickiego do parafii Wniebowzięcia Najświętszej Maryi Panny i św. Stanisława Biskupa i Męczennika w Narwi.
Wieś oraz jej mieszkańcy są bohaterami reportażu Alicji Grzechowiak pt. "Halimony", zrealizowanego w 2019 r. w ramach cyklu Białostockiej Szkoły Reportażu i wyemitowanego przez TVP3 Białystok.